# الحدادة (جرش)
الحدادة منطقة سكنية تقع في لواء قصبة جرش، محافظة جرش في الأردن. تنتمي المنطقة لقضاء جرش الذي يضم 39 منطقة. يقدر عدد سكانها بـ 2962 نسمة حسب إحصاء 2015.

## الوصلات الخارجية
- دائرة الاحصاءات العامة